# Janina Morska

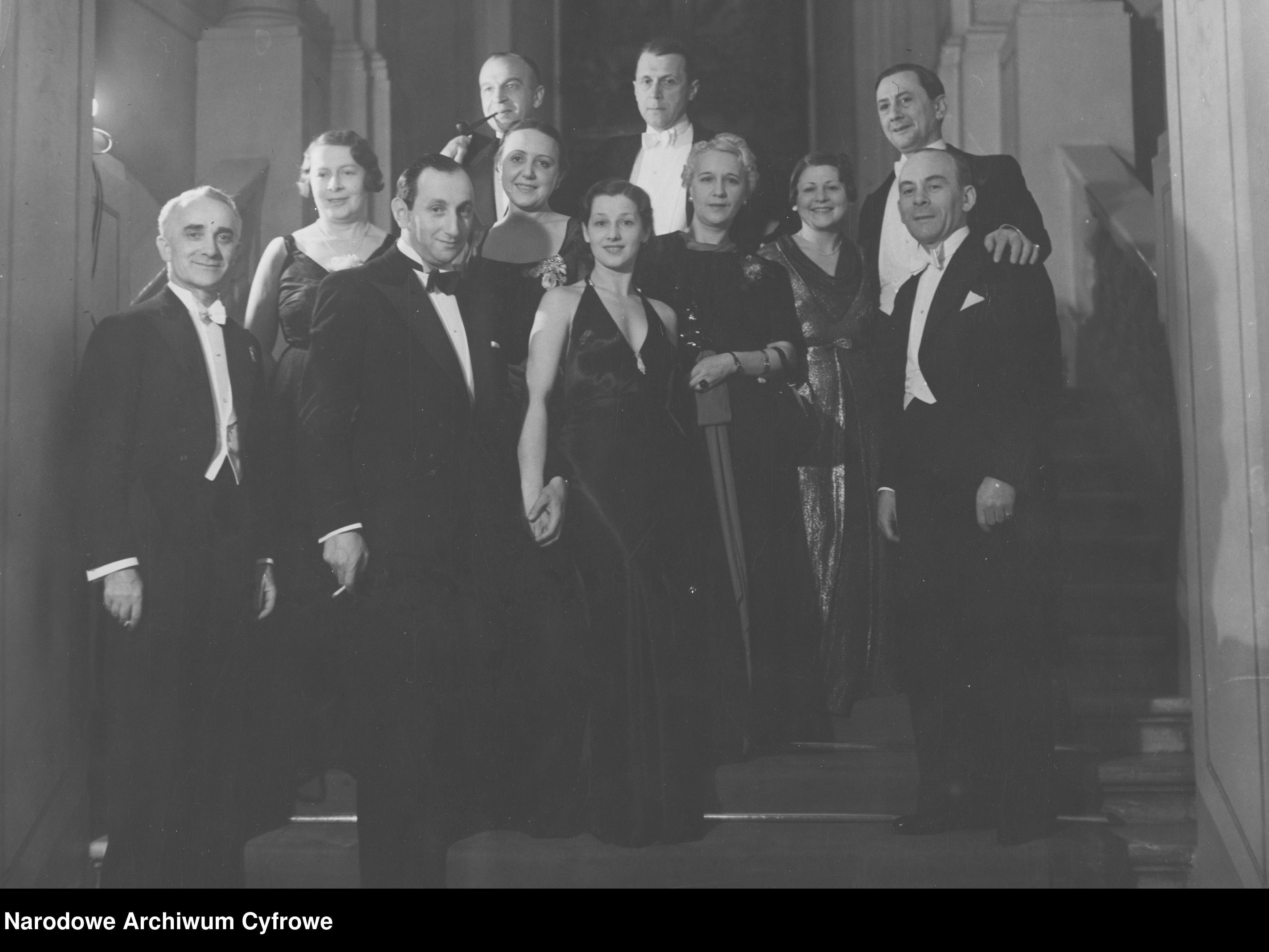
Janina Morska (czwarta z prawej) na balu mody.

Janina Morska, właśc. Janina Czyżewska',' primo voto Magnuszewska, secundo voto Zniczowa (ur. 29 września 1893 w Brześciu Kujawskim, zm. 31 marca 1966 w Katowicach) – polska aktorka teatralna.
Według relacji aktorki, pseudonim Morska odnosił się do nazwiska jej babki.

## Życiorys
Jesienią 1910 zadebiutowała na scenie Teatru Popularnego w Łodzi, gdzie pracowała do końca sezonu 1912/13. 
W zimie 1914 występowała w Teatrze Polskim w Petersburgu, w 1915 w Teatrach Zjednoczonych w Łodzi, 1916–18 w Teatrze Polskim w Łodzi. W trakcie sez. 1918/19 przeniosła się do Teatru Powszechnego w Krakowie, w którym grała do 1921.
W sez. 1921/22 występowała w Teatrze im. Słowackiego w Krakowie, 1922/23 w Teatrze Komedia w Warszawie.
W 1923–25 grała w Teatrze Miejskim w Łodzi, od maja do sierpnia 1925 w Teatrze Letnim, jesienią 1925 w Teatrze im. Fredry w Stanisławowie, a potem do końca sez. 1925/26 w Teatrze im. Słowackiego w Krakowie. W 1926–30 w Teatrze Miejskim i Letnim w Łodzi, skąd na sez. 1930/31 została zaangażowana przez Leona Schillera do Teatrów Miejskich we Lwowie. W 1932–34 znów grała w Teatrach Miejskich w Łodzi, następnie w Teatrze im. Słowackiego w Krakowie (1934–37), w Teatrze Kameralnym w Warszawie (sez. 1937/38).
Po II wojnie światowej znalazła się w pierwszym zespole Teatru Miejskiego w Katowicach (od 15 marca 1945), następnie wraz z dyrektorem Karolem Adwentowiczem przeszła na sez. 1945/46 do Teatru Powszechnego im. Żołnierza Polskiego w Krakowie. W sez. 1946/47 wróciła do Katowic. W sez. 1948/49 grała w Teatrze Powszechnym w Łodzi, po czym wróciła już na stale do Teatru Śląskiego w Katowicach, gdzie była jedną z najpopularniejszych aktorek.

### Radio
Występowała w Teatrze Polskiego Radia w następujących przedstawieniach: Bohaterze Andrzeja Szczypiorskiego w reżyserii Zbigniewa Zbrojewskiego, w Ondraszku Gustawa Morcinka w reżyserii Zbigniewa Zbrojewskiego i w Siedmiu zegarkach Kopidoła Joachima Rybki Gustawa Morcinka w reżyserii Bożeny Brzezińskiej.

### Telewizja
Zagrała rolę w spektaklu telewizyjnym Odejście korbuta (1963), a także Sława i Chwała (1963).

## Życie prywatne
Była córką Julii i Franciszka Czyżewskich. Uczęszczała do gimnazjum w Łodzi.
Pierwszym mężem Morskiej był aktor Eugeniusz Magnuszewski, z którym miała syna. Według relacji Janiny Morskiej obaj zostali rozstrzelani przez Niemców.
Drugim mężem był aktor Michał Znicz. Aktorka wydostała swojego męża z warszawskiego getta w 1942. Zmarł w Pruszkowie 24 grudnia 1943.